# Evarcha flavocincta
Evarcha flavocincta là một loài nhện trong họ Salticidae.
Loài này thuộc chi Evarcha. Evarcha flavocincta được Carl Ludwig Koch miêu tả năm 1846.